# Hot Brown
Kanapka Hot Brown (czasami znana jako Louisville Hot Brown lub Kentucky Hot Brown) – amerykański gorący sandwich oryginalnie wymyślony w 1926 roku w Brown Hotel w Louisville (Kentucky) w USA; jego autorem był Fred K. Schmidt. Jest to odmiana tradycyjnego Welsh rarebit, i była jedną z dwóch charakterystycznych kanapek stworzonych przez szefów kuchni w Brown Hotel, wkrótce po jego założeniu w 1923 roku. Potrawa została opracowana jako alternatywa dla późnych kolacji z szynką i jajkiem.

## Składniki
Hot Brown to tartinka z plastrami piersi indyka, szynki oraz bekonu, pokryta kremowym sosem Mornay, i pieczona lub smażona, aż chleb będzie chrupiący, a sos zacznie brązowieć. Do sosu można dodać ser Cheddar lub amerykański ser topiony. Alternatywą dla dodatków są pomidory, grzyby w plastrach i, bardzo rzadko, brzoskwinie z puszki.
Niektóre Hot Brown zawierają również szynkę z indykiem oraz paprykę Pimiento lub pomidory na sosie, i czasami w podrabianych Hot Brown komercyjny sos Mornay zastępowany jest sosem serowym.
Kiedy Fred K. Schmidt stworzył Hot Brown, jego pieczony indyk w plasterkach był rzadkością, ponieważ indyk był zwykle zarezerwowany na świąteczne uczty. Oryginalny Hot Brown zawierał pokrojonego w plastry indyka na otwartej tarince z sosem Mornay, posypanego parmezanem, całość wykończona przez pieczenie w piekarniku aż do bąbelkowania. Następnie dodano do niego paski pimento i bekonu. Po debiucie szybko stał się wyborem 95% klientów restauracji Brown Hotel.
Danie jest lokalną specjalnością okolicy Louisville, i jest popularne w całym Kentucky. Przez długi czas było niedostępne w miejscu swojego powstania, ponieważ Brown Hotel był zamknięty w latach 1971–1985.

## Odmiany
"Cold Brown" zawiera pieczony drób (kurczak lub indyk), jajko na twardo, sałatę i pomidora na kromkach chleba żytniego, całość pokryta sosem tysiąca wysp. Jest już rzadko serwowany.
W Saint Louis w Missouri, podawany jest Prosperity Sandwich, podobne danie, powstałe w latach 20. XX wieku w hotelu Mayfair. Jest nadal serwowany w okolicy i czasami nazywany jest „Hot Brown”.